# 直接雇用
直接雇用（ちょくせつこよう）は、企業において行われている雇用形態の一つ。これは企業が従業員を採用する際に、企業と従業員の間で直接契約を交わすということで雇用するという形態。これに対して企業と従業員の間に派遣会社などが入るということで、間接的に企業で働くことになるという形態は間接雇用と言う。労働者派遣法においては間接雇用という形態で従業員を受け入れている場合でも、その働く期間が3年を超えるようならば、その従業員に対して直接雇用という形で働くように切り替えるということを申し込むことが義務付けられている。